# La Choya
La Choya är en ort i Mexiko.   Den ligger i kommunen Los Cabos och delstaten Baja California Sur, i den västra delen av landet, 1 200 km väster om huvudstaden Mexico City. La Choya ligger 21 meter över havet och antalet invånare är 453.
Terrängen runt La Choya är platt åt nordost, men västerut är den kuperad. Havet är nära La Choya åt sydost.  Närmaste större samhälle är San José del Cabo, 2,0 km väster om La Choya. Trakten runt La Choya består till största delen av jordbruksmark.